# Praia do Portinho da Arrábida
Vista da serra para a praia do Portinho.
A praia do Portinho da Arrábida é uma pequena praia localizada junto à pequena aldeia do Portinho da Arrábida, no concelho de Setúbal, em Portugal. Está inserida no Parque Natural da Arrábida e situada no sopé da Serra da Arrábida entre a praia de Alpertuche (a oeste) e as praias do Creiro, dos Coelhos e de Galápos (a leste).
É uma praia rochosa, sendo mais arenosa à medida que se caminha para leste (em direção a Setúbal). Consiste numa baía de águas calmas e transparentes, ótimas para mergulho. A leste o areal alarga, sempre acompanhado pelas encostas verdejantes da serra da Arrábida. No lado poente ficam situados os restaurantes. 
Na extremidade nascente, durante a maré baixa, é possível aceder, a nado ou pela falésia, à vizinha praia dos Coelhos. Os fundos marinhos são reserva natural, sendo proibida a pesca submarina pois o fundo do mar é também considerado reserva natural. 
Vindo do Portinho, os turistas/veraneantes escolhem a parte mais rochosa ou caminham, numa via de terra batida, bastante acidentada, até à parte maior e mais arenosa.
Em 2010 a praia do Portinho da Arrábida foi considerada uma das "Sete Maravilhas Naturais de Portugal" na categoria Praias e Falésias.
Em 2017 foi divulgado que o Portinho da Arrábida está reduzido a 37% do comprimento e cheia de pedras no lugar da areia. O areal diminui de forma acentuada nos últimos 100 anos, o que reduz substancialmente a qualidade balnear. A dimensão da praia diminuiu significativamente, sendo que o seu comprimento está reduzido a 37% e a sua área a 40%. A praia que tinha 1767 metros de comprimento e tem agora 665 metros e a área passou de 105 mil metros quadrados para 45 mil.